# Helpis gracilis
Helpis gracilis là một loài nhện trong họ Salticidae.
Loài này thuộc chi Helpis. Helpis gracilis được Gardzinska miêu tả năm 1996.